# Paul Mescal

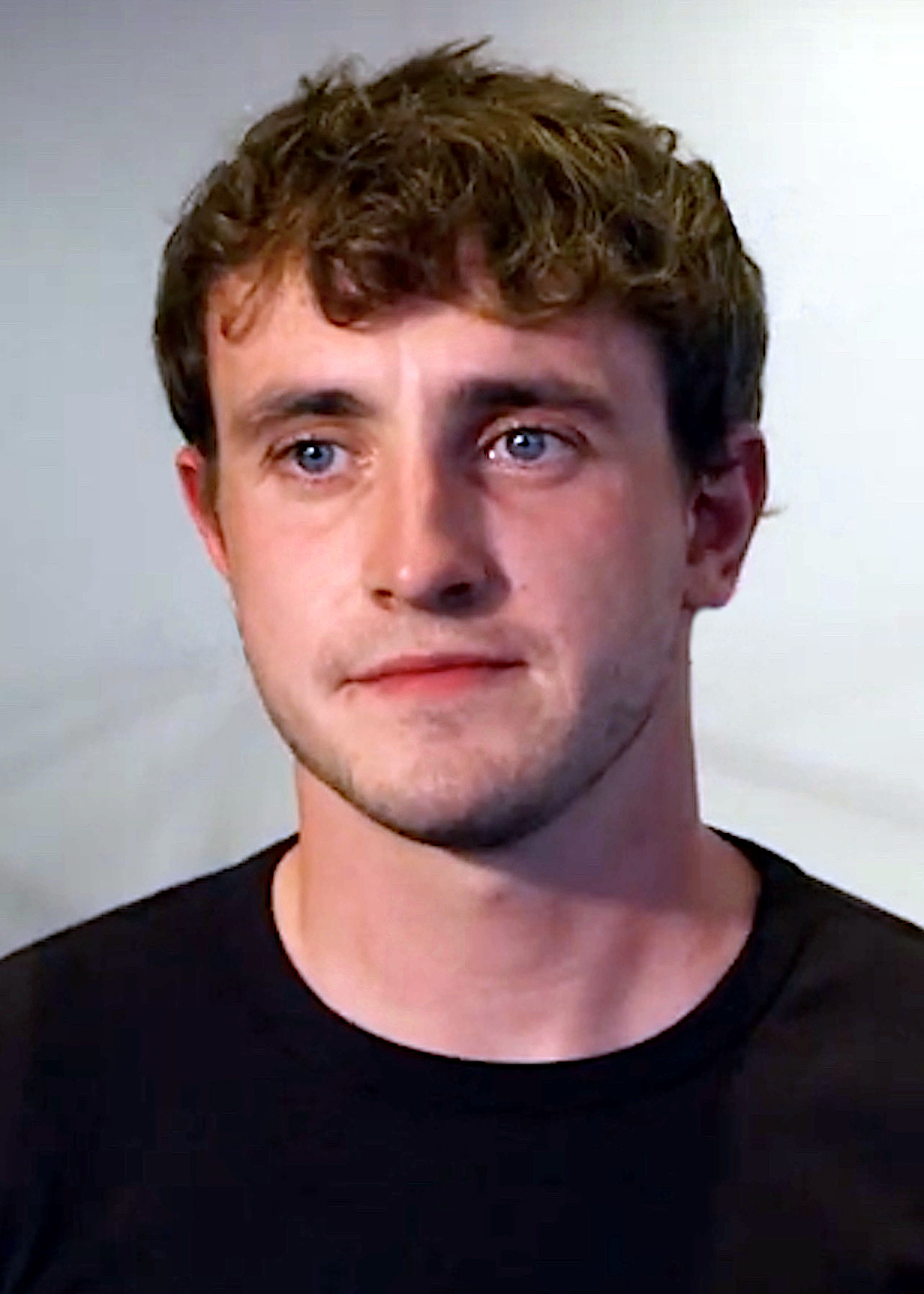
Paul Mescal (2021)

Paul Colm Michael Mescal (* 2. Februar 1996 in Maynooth, County Kildare) ist ein irischer Schauspieler. Für seine Darstellung des Calum in Aftersun wurde er 2023 für einen Oscar als bester Hauptdarsteller nominiert.

## Leben
Paul Mescal wuchs in seiner Geburtsstadt als eines von drei Kindern einer Polizistin und eines Lehrers auf. Während der Schulzeit spielte er Gaelic Football; den Sport gab er nach einer Verletzung auf. Eine Schauspielausbildung erhielt er an der zum Trinity College Dublin gehörenden Lir Academy; das Studium schloss er 2017 mit dem Bachelor-Diplom ab.

### Bühne
Anschließend stand er an verschiedenen Theatern auf der Bühne, unter anderem am Gate-Theater als Jay Gatsby in The Great Gatsby sowie als Prinz in The Red Shoes nach Hans Christian Andersen. 2018 war er in The Plough and The Stars am Lyric Theatre Hammersmith in London zu sehen und verkörperte beim Kilkenny Arts Festival den Demetrius im Sommernachtstraum. Anfang 2020 feierte er mit The Lieutenant of Inishmore von Martin McDonagh am Gaiety Theatre in Dublin Premiere. Ende Juli 2020 sang Mescal mit Dermot Kennedy ein Duett im Natural History Museum in London.
Für seine Darstellung des Stanley Kowalski in Endstation Sehnsucht am Almeida Theatre wurde er 2023 im Rahmen der Verleihung der Laurence Olivier Awards als bester Schauspieler ausgezeichnet.

### Film und Fernsehen
In der Hulu/BBC-Serienadaption des Romans Normal People von Sally Rooney (2020) spielte Mescal an der Seite von Daisy Edgar-Jones die männliche Hauptrolle. Für seine Darstellung wurde er im Rahmen der Primetime-Emmy-Verleihung 2020 als bester Hauptdarsteller in einer Miniserie nominiert. Außerdem erhielt er eine TV-Choice-Award-Nominierung als bester Schauspieler und wurde 2021 mit einem British Academy Television Award in der Kategorie Leading Actor ausgezeichnet. In der deutschsprachigen Fassung wurde er von Patrick Stamme synchronisiert.
Im August 2020 veröffentlichten die Rolling Stones ein Musikvideo zu ihrem Song Scarlet mit Paul Mescal als Darsteller, der in dem Clip durch das Hotel Claridge’s in London tanzt. Die Filmzeitschrift Variety nannte ihn Ende 2020 als einen von zehn „actors to watch“ auf der Liste vielversprechender Schauspieler. Im selben Jahr wurde Mescal von dem britischen Branchendienst Screen International zu den „stars of tomorrow“ gezählt. Unter der Regie von Phoebe Waller-Bridge spielte er in einem Video zu dem Musikstück Savior Complex von Phoebe Bridgers.
Anfang 2021 stand Mescal zusammen mit Melissa Barrera in der Titelrolle für Dreharbeiten zu dem auf dem Musical von Frank Wildhorn und der gleichnamigen Novelle von Prosper Mérimée basierenden Musikfilm Carmen von Benjamin Millepied vor der Kamera. Als Teil des Soundtracks von Carmen veröffentlichte er den Song Slip Away. Für die Verfilmung der Kurzgeschichte The History of Sound des Autors Ben Shattuck und Regisseurs Oliver Hermanus wurde er an der Seite von Josh O’Connor als David in der Rolle des Lionel besetzt. Eine Hauptrolle erhielt er auch in Aftersun von Charlotte Wells, der im Mai 2022 bei den Filmfestspielen in Cannes gezeigt wurde. Ebenso wurde dort das Filmdrama God’s Creatures vorgestellt, in dem Mescal ebenfalls die Hauptrolle spielt. 2023 erschien All of Us Strangers, der fünfte Spielfilm des Britischen Autors und Regisseurs Andrew Heigh, in dem Mescal gemeinsam mit Andrew Scott zu sehen ist. Der Film feierte seine Premiere am Telluride Film Festival in Colorado.
Im Monumentalfilm Gladiator II, der Fortsetzung zu Gladiator, übernahm er unter der Regie von Ridley Scott die Hauptrolle als Lucius Verus.
Im Juni 2023 wurde Mescal Mitglied der Academy of Motion Picture Arts and Sciences.

## Filmografie (Auswahl)
- 2019: Bump (Fernsehserie)
- 2020: Normal People (Fernsehserie)
- 2020: Drifting (Kurzfilm)
- 2020: Scarlet (Musikvideo)
- 2020: Savior Complex (Musikvideo)
- 2020: The Deceived (Fernsehserie)
- 2021: Frau im Dunkeln (The Lost Daughter)
- 2022: God’s Creatures
- 2022: Aftersun
- 2022: Carmen
- 2023: All of Us Strangers
- 2023: Enemy (Foe)
- 2024: Gladiator II
- 2025: The History of Sound

## Auszeichnungen und Nominierungen (Auswahl)
AACTA International Awards
- 2021: Nominierung als bester Seriendarsteller für Normal People[32]

British Academy Film Awards
- 2023: Nominierung als Bester Hauptdarsteller für Aftersun
- 2024: Nominierung als Bester Nebendarsteller für All of Us Strangers

British Academy Television Award
- 2021: Auszeichnung in der Kategorie Leading Actor für Normal People[14]

British Independent Film Award
- 2022: Nominierung als Bester Hauptdarsteller (Aftersun, gemeinsam mit Frankie Corio)[33]
- 2022: Nominierung in der Kategorie Best Supporting Performance für God’s Creatures[33]
- 2023: Auszeichnung in der Kategorie Best Supporting Performance für All of Us Strangers

Critics’ Choice Television Awards 2021
- Nominierung in der Kategorie Bester Hauptdarsteller in einem Fernsehfilm oder einer Miniserie für Normal People[34]

Europäischer Filmpreis
- 2022: Nominierung in der Kategorie Bester Darsteller für Aftersun

Gotham Award
- 2022: Nominierung in der Kategorie Bester Darsteller für Aftersun[35]

GQ Men Of The Year Awards 2020
- Auszeichnung in der Kategorie Breakthrough Actor[36][37]

Independent Spirit Awards
- 2023:  Nominierung für die beste Hauptrolle für Aftersun

Irish Film & Television Award
- 2023: Auszeichnung als Bester Hauptdarsteller für Aftersun[38]
- 2023: Nominierung in der Kategorie Supporting Actor für God’s Creatures[38]

London Critics’ Circle Film Award
- 2023: Nominierung als Bester Hauptdarsteller für Aftersun[39]
- 2023: Nominierung als Bester britischer/irischer Darsteller für Aftersun
- 2024: Auszeichnung als Bester britischer Darsteller für All of Us Strangers / God’s Creatures / Enemy / Carmen[40]
- 2024: Nominierung als Bester Nebendarsteller für All of Us Strangers

MTV Movie & TV Awards 2021
- Nominierung in der Kategorie Breakthrough Performance für Normal People[41]

Laurence Olivier Awards
- 2023: Auszeichnung als bester Schauspieler für Endstation Sehnsucht[9]

Online Film Critics Society Awards
- 2022: Nominierung in der Kategorie Bester Hauptdarsteller für Aftersun

Oscarverleihung
- 2023: Nominierung in der Kategorie Bester Hauptdarsteller für Aftersun

Primetime-Emmy-Verleihung 2020
- Nominierung in der Kategorie Bester Hauptdarsteller – Miniserie oder Fernsehfilm für Normal People[12]

TV-Choice-Award 2020
- Nominierung als bester Schauspieler für Normal People[13]